# Scheut
Scheut è un quartiere di Anderlecht, nella regione di Bruxelles-Capitale, in Belgio.

## Storia
Il 17 agosto 1356 fu teatro della battaglia in cui Luigi di Fiandra sconfisse le truppe dei suoi cognati Venceslao e Giovanna nel corso della guerra di successione brabantina.
Nel XV secolo vi fu fondata la certosa di Notre-Dame-de-Grâce, soppressa nel 1783 da Giuseppe II d'Asburgo-Lorena.
Nel 1862 il sacerdote Theophiel Verbist vi fondò la Congregazione del Cuore Immacolato di Maria per le missioni in Cina.